# Henri Copponex
Henri Copponex (Genebra, 25 de setembro de 1907 — Perroy, 9 de junho de 1970) foi um velejador e arquiteto naval suíço, medalhista olímpico. Ele competiu nos Jogos Olímpicos de Verão de 1960 na classe 5.5 Metre e conquistou a medalha de bronze a bordo do Ballerina IV, ao lado de Pierre Girard e Manfred Metzger.
Quando adolescente, ele já construía modelos de navios e os testava na água. Depois de estudar engenharia na Instituto Federal de Tecnologia de Zurique (ETH Zurique), tornou-se arquiteto naval e timoneiro. A pedido da Sociedade de Genebra para a Promoção da Vela, Copponex projetou o Moucheron em 1934, depois o Lacustre em 1938. Copponex influenciou o iatismo de Genebra das décadas de 1930 a 1970. Sua morte prematura em 1970 privou muitos entusiastas da vela. Todos os anos a Société Nautique de Genève realiza o Copponex Memorial, uma regata em sua homenagem.